# マルブラ
マルーブラ（Maroubra）は、ニューサウスウェールズ、シドニーCBDから東南10kmに位置するサバーブ。シティ・オブ・ランドウィックに属する。全体的に起伏の大きいリアス式海岸の地形である。

## 歴史

### 1800年代

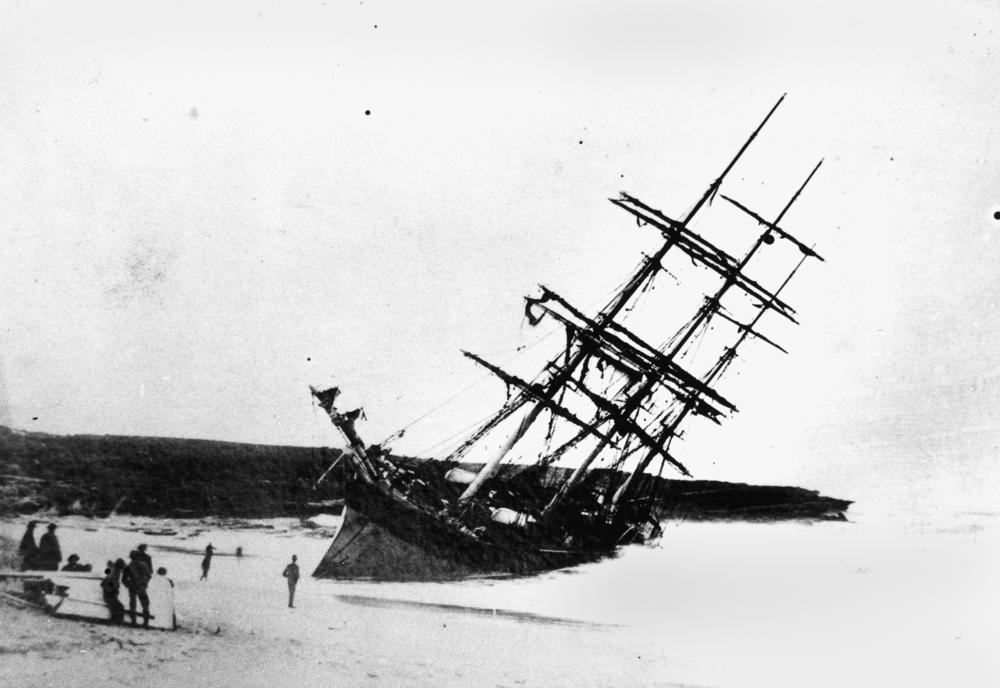
1898年のヒアワード号難破事件の写真。

マルーブラとは、もともと、アボリジニの言葉で「雷の場所」を意味する。ヨーロッパ人がマルーブラに居住を開始したのは、1861年のことで、最初の居住者は、Humphrey McKeonという人物であった。1870年代になると、マルーブラで洗毛業がマルーブラ湾の北岸に勃興し、多くの人が居住を開始した。マルーブラが新聞のトップに初めて登場したのは、1898年5月6日のことである。1,513トンのヒアワード号（en）がニューカッスルに向かう航行の途中にトップのために難破した事件である。難破船は、囲い堰を建設することで、除去しようとしてその試みが失敗する数年の間、マルーブラ湾の北岸に残っていた。ヒアワード・ストリートの名前が現在のマルーブラに残る。

### 1900年代
マルーブラが大きく発展を遂げたのは、1910年代に、不動産デベロッパーのアルバート・ダッドレイ（Herbert Dudley）がマルーブラにおいて、住宅開発を展開したことにある。ダッドレイは、さらに、路面電車をシドニーCBDからダッドレイの不動産会社の本社があるマルーブラ・ジャンクションまでの建設を陳情した結果、1912年に、路面電車が開通した。最終的には、1921年までに、路面電車は、マルーブラ・ビーチまで延伸した。
1925年から1934年にかけて、ANZAC大通りとフィッツジェラルド・ストリートの交差点（サウス・マルーブラ)に、マルーブラ・スピードウェイ（en）が建設された。しかしながら、コースの危険性のために、わずか9年で閉鎖された。1947年、コーラル・シー・パーク（Coral Sea Park）の建設瓦解しされ 、この事業は1961年に完成した。

### 2000年代
2005年に発生したクロナラ暴動では、マルーブラにおいても、暴動が発生した。100台以上の自動車が中東系とアングロサクソン系の若者の衝突によって破壊された。2006年には、マルーブラ・ビーチがオーストラリアで2番目の国立サーフィン・リザーブ（Nationak Surfing Reserve）となった（最初の国立サーフィン・リザーブは、ビクトリア州のベルズ・ビーチである。

## 地理

### バス
アンザック大通り（en）は、ムーア・パークからラ・ペルーズまでを貫く大幹線である。路面電車が廃止されたことから、マルーブラの公共交通はバスに依存している。
394系統、399系統のバスは、それぞれ、ラ・ペルーズとリトル・ベイ_(ニューサウスウェールズ州)を起点とし、マルーブラ・ジャンクションを経由した後に、シドニーCBDへと向かう系統である。一方で396系統、397系統のバスは、それぞれ、マルーブラ・ビーチ、サウス・マルーブラを起点とし、マルーブラ・ジャンクションを起点としている。また、マルーブラ・ビーチを起点としている395系統はアンザック大通りからセントラル駅（en）へ走る系統である。

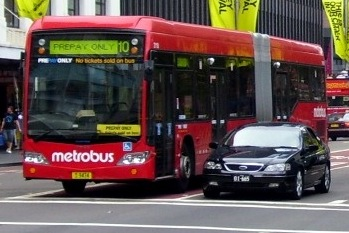
快速運転を行うメトロバス

加えて、マルーブラ・ジャンクションは、400系統・410系統のバスが走る。400系統・410系統は、ボンダイ・ジャンクションからシドニー東部のサバーブを縦断し、マルーブラ・ジャンクションとシドニー国際空港を経由して、バーウッドへ至る系統である。また、メトロバスと呼ばれる赤色のバスは、マルーブラ・ジャンクションから、クイーン・ヴィクトリア・ビルディング（QVB）を経由して、シドニー大学、ライカートへ至る系統である。
それ以外にも、マルーブラには、316・317、376・377（マルーブラ・ビーチからクージー・ビーチを経由してシドニーCBDへ至る系統）、353系統（マルーブラ・ビーチからボンダイ・ビーチへ走る系統）がある。

## 教育
- French School of Sydney (前 Maroubra High School)
- Maroubra Bay Public School
- Maroubra Junction Public School

## 教会

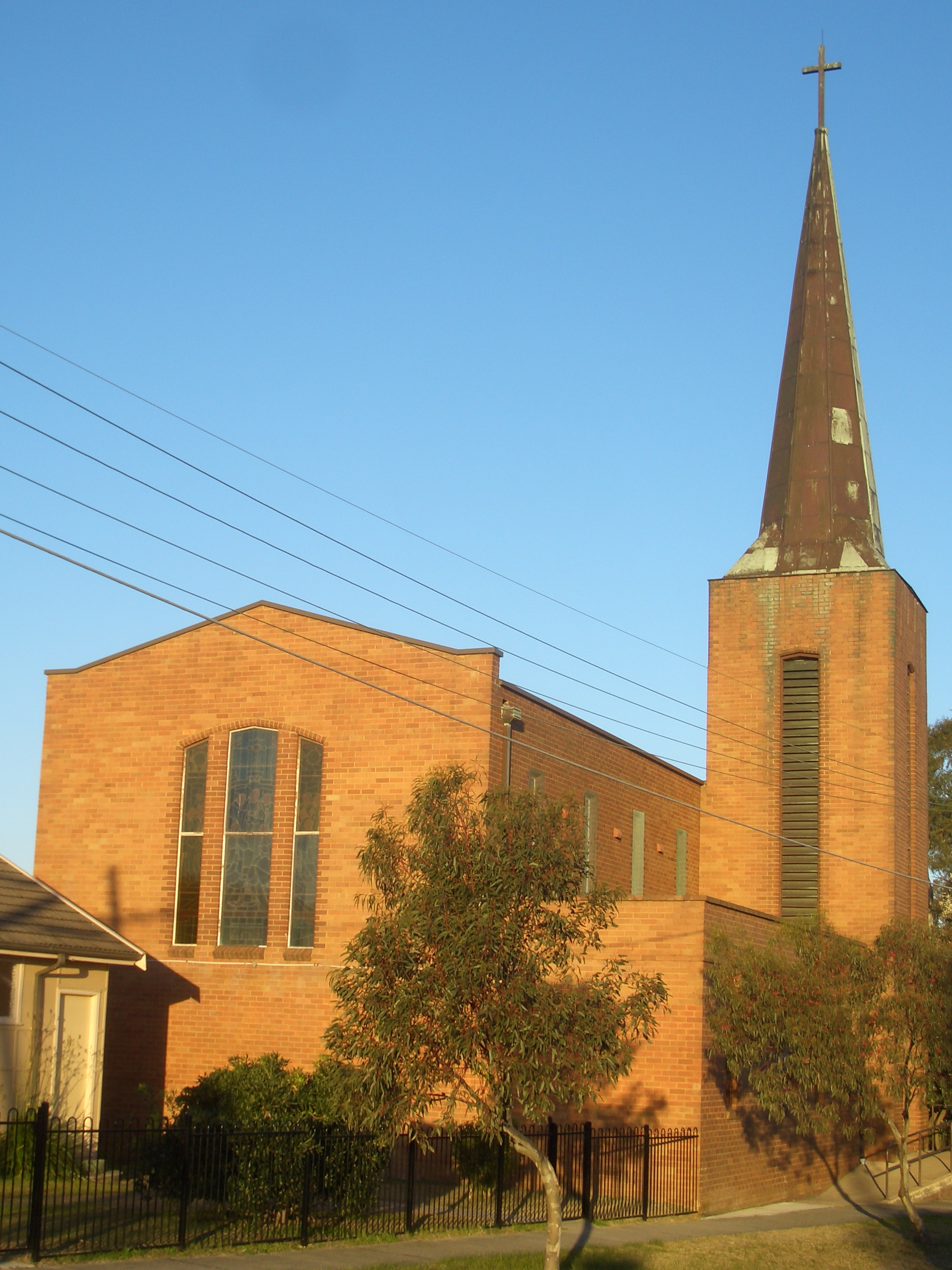
St Edmund's Anglican Church, Wild Street

- St Johns Anglican Church
- St Edmund's Anglican Church (also known as Wild Street Church)
- Church of Holy Family Catholic Church
- Our Lady of the Annunciation Catholic Church
- Maroubra Baptist Church
- Maroubra Presbyterian Church
- Maroubra Uniting Church
- Maroubra Bay Uniting Church

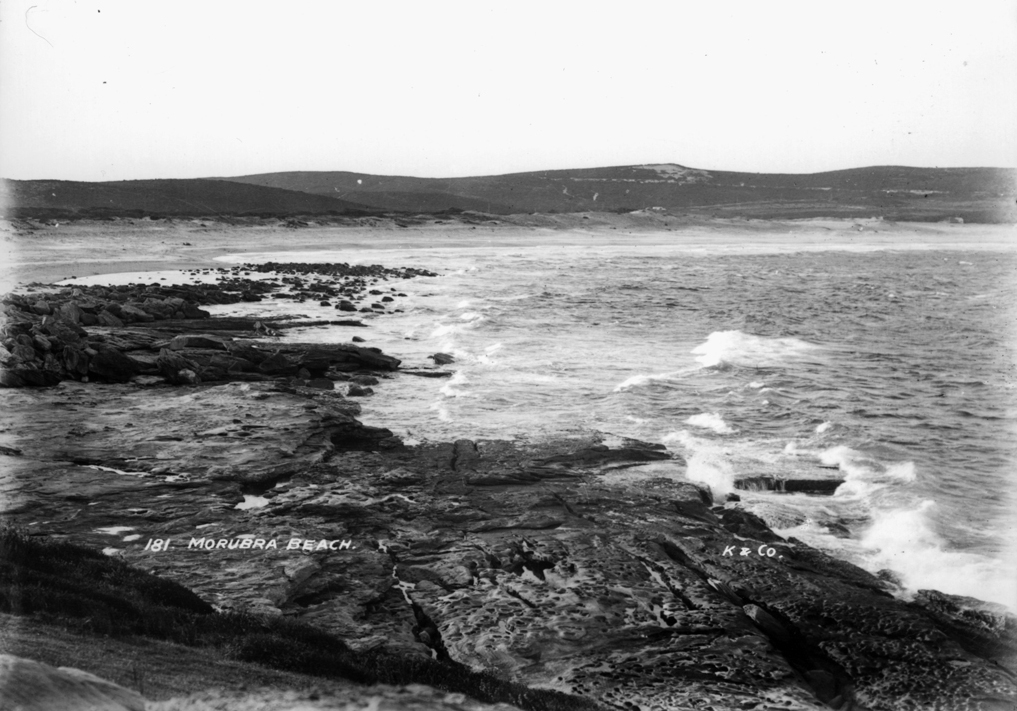
Maroubra beach circa 1900
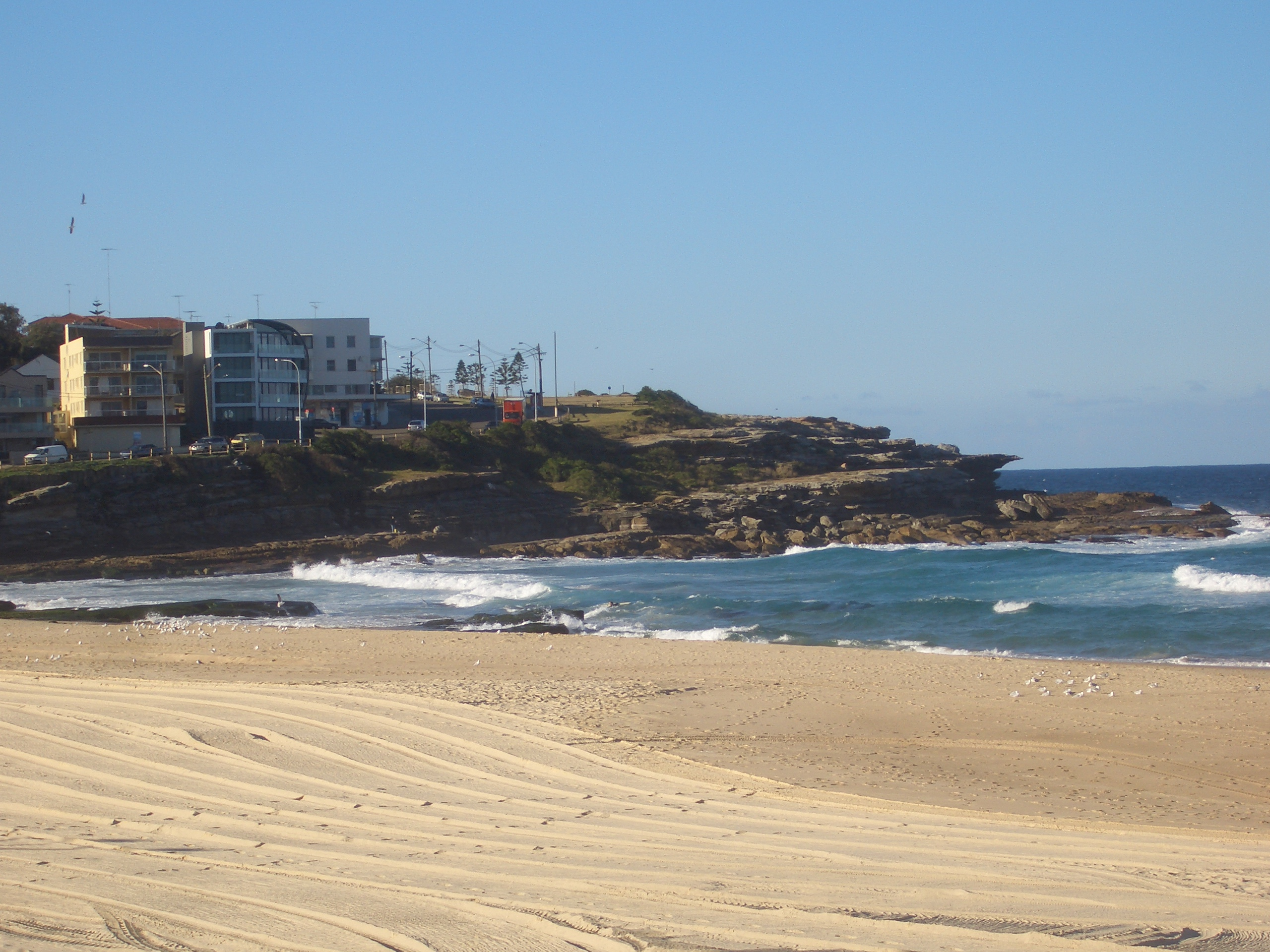
Maroubra Beach
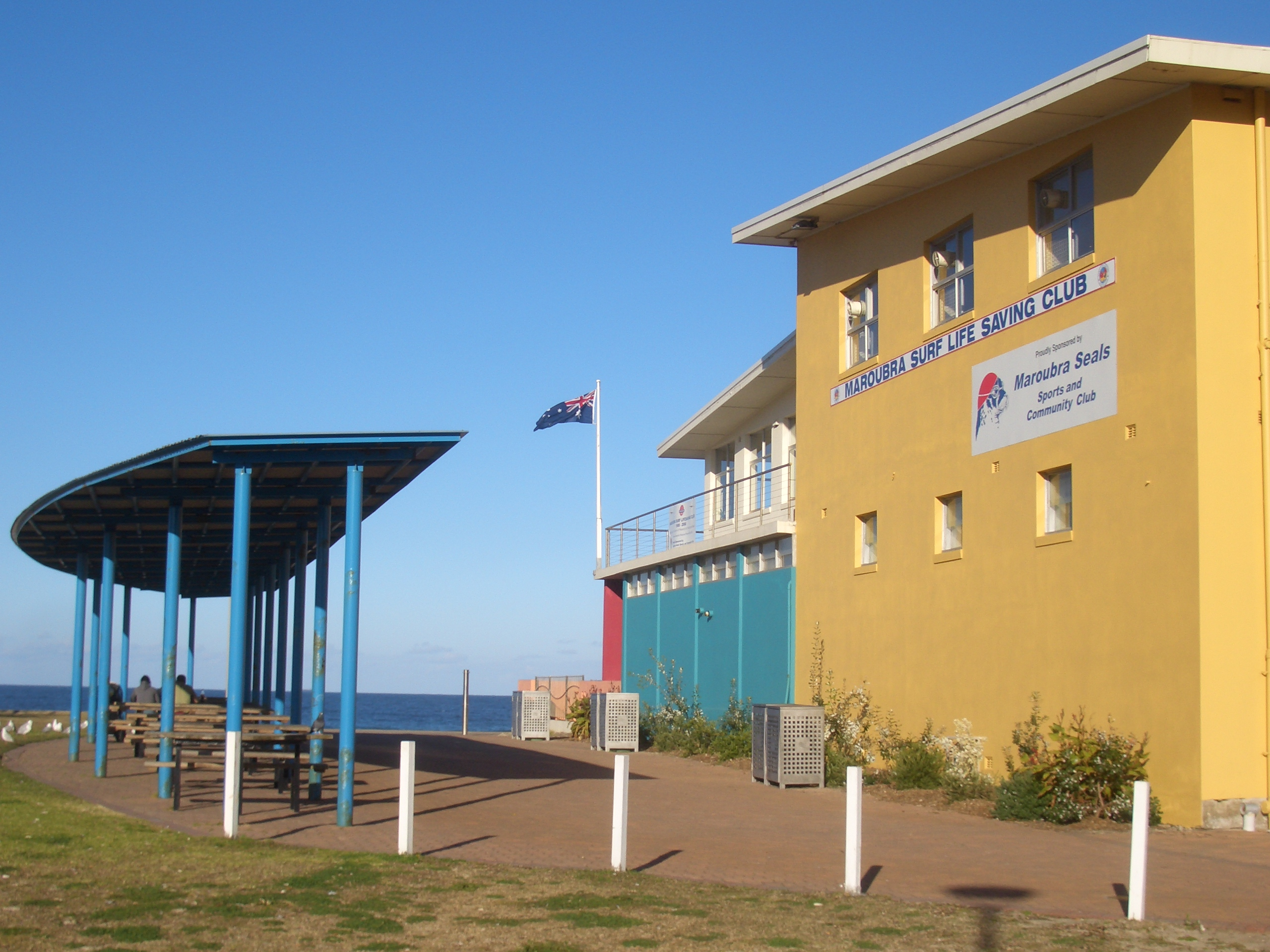
Maroubra Surf Life Saving Club
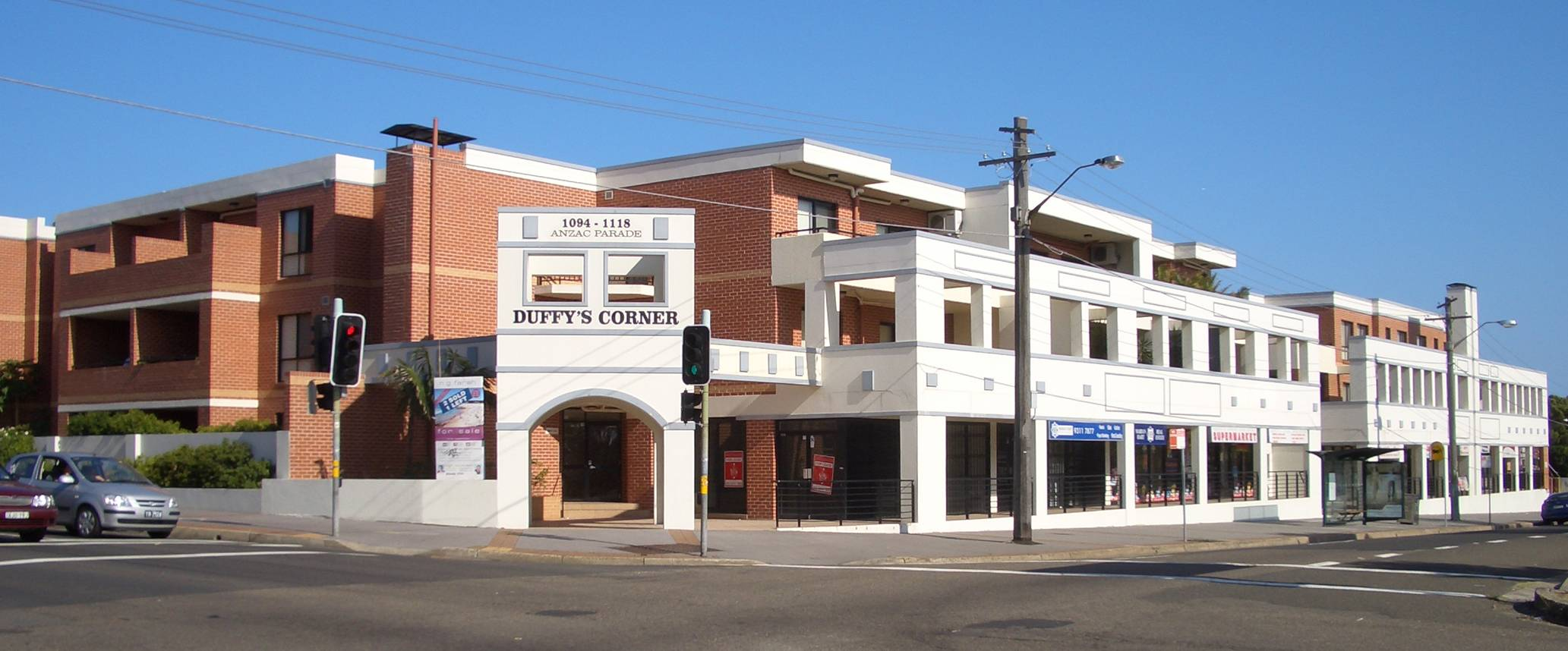
Duffys Corner
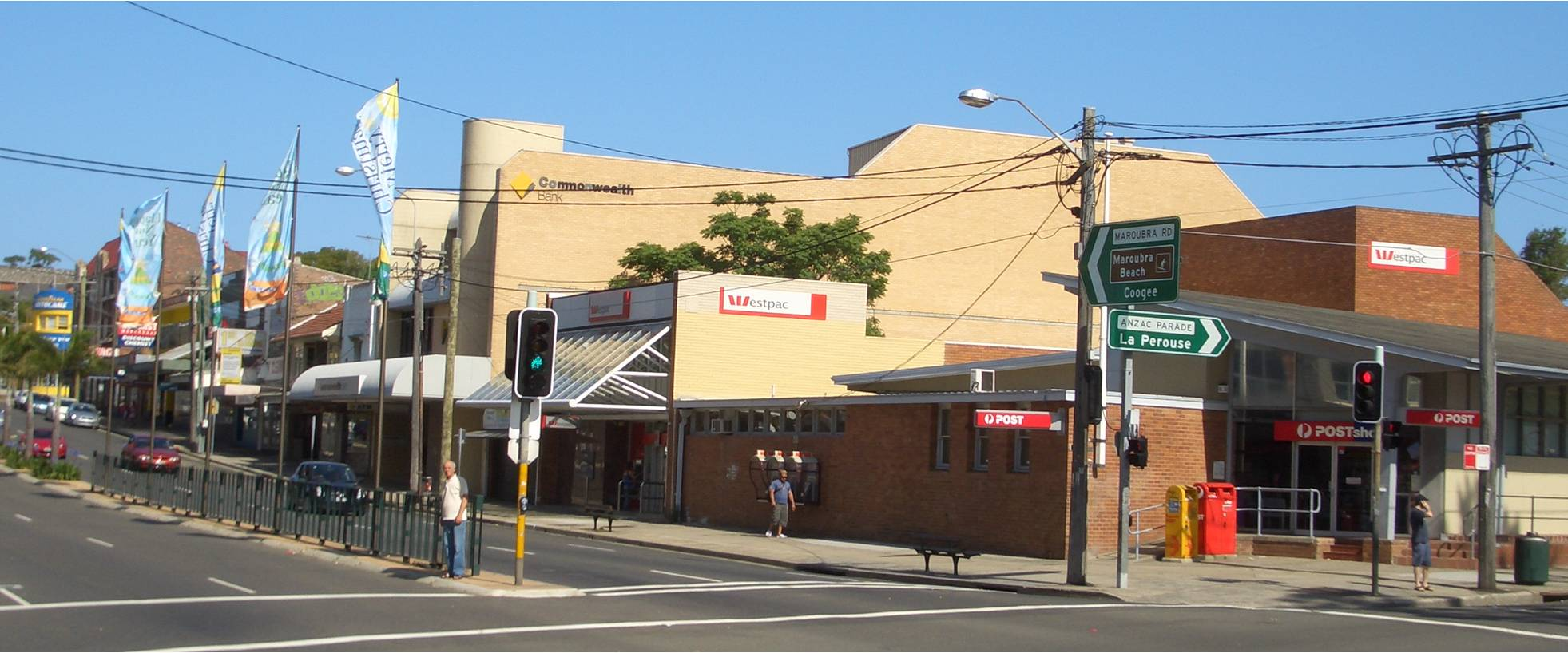
Intersection of Maroubra Road and Anzac Parade
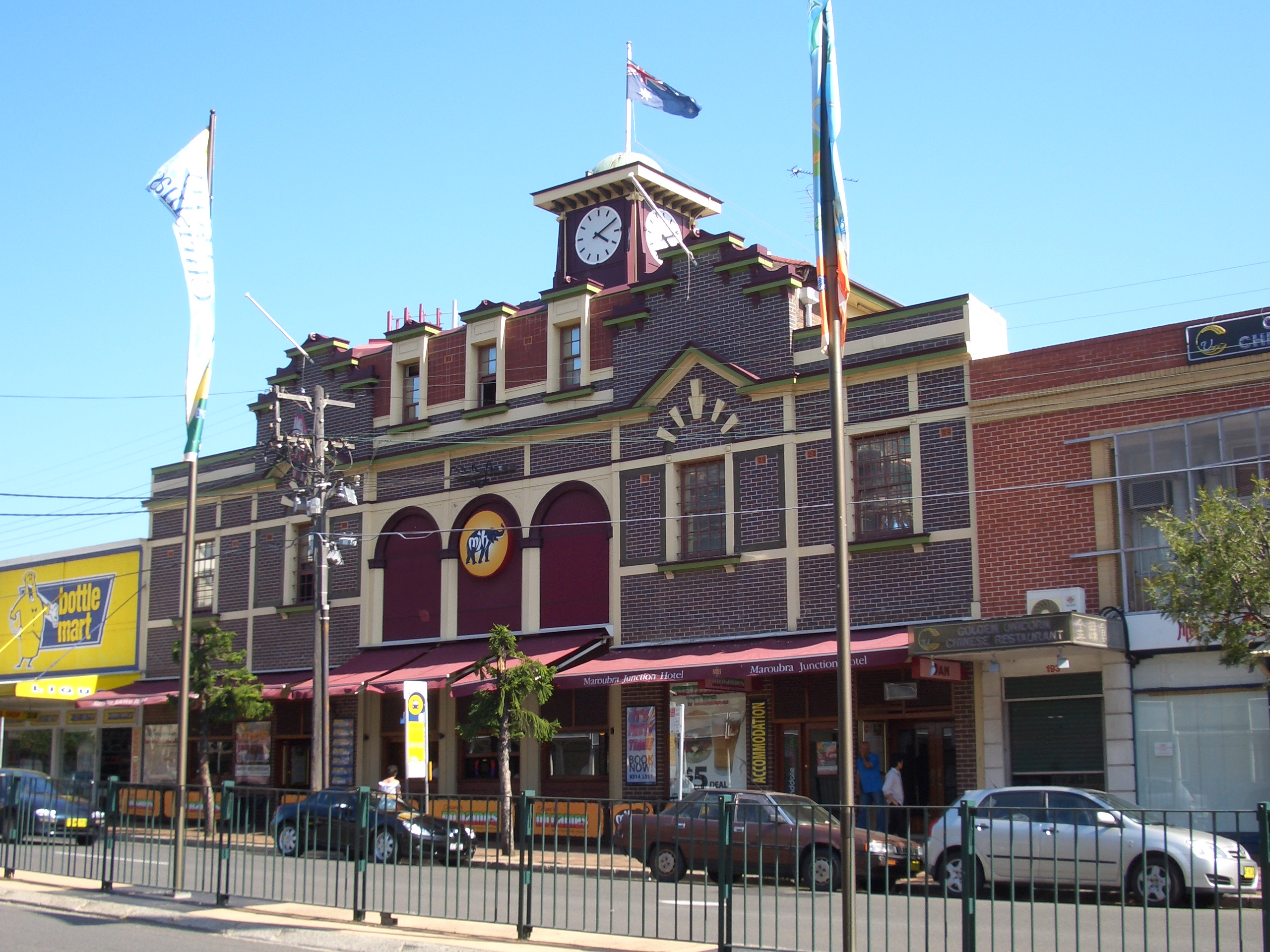
Maroubra Junction Hotel
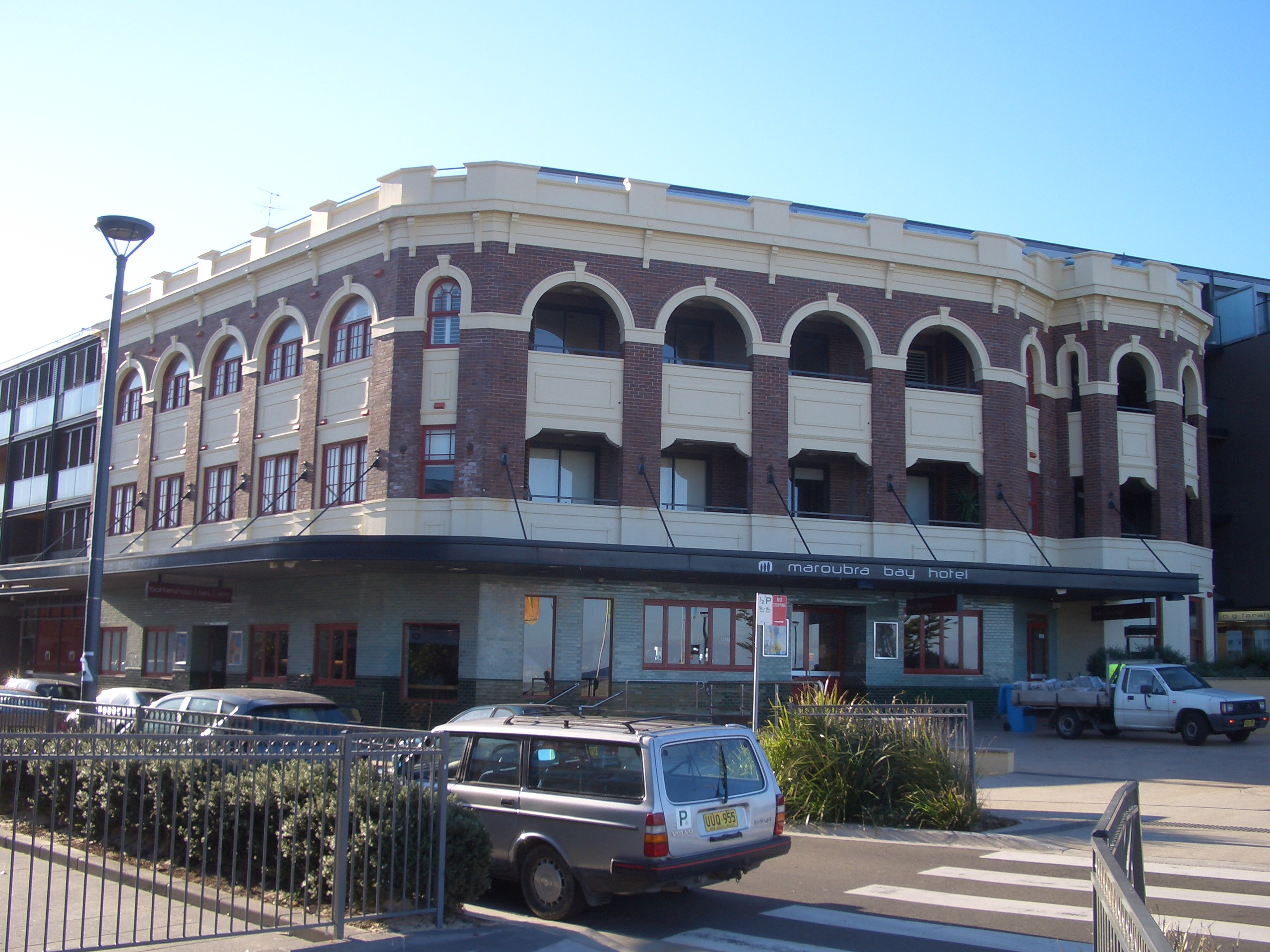
Maroubra Bay Hotel